# Belle Toujours
Belle Toujours (Brasil: Sempre Bela ) é um filme português realizado em 2006 por Manoel de Oliveira. A estreia em Portugal foi a 5 de Julho de 2007. Foi escolhido para representar Portugal na competição de Óscar de melhor filme estrangeiro em 2008.

## Sinopse
Trinta e oito anos depois, as duas personagens de "Belle de Jour", de Luis Buñuel, voltam a encontrar-se. Mas ela tenta por todos os meios evitá-lo. Ele, porém, persegue-a e, ainda que contrariada, consegue detê-la face à intenção de lhe revelar o segredo que só ele lhe pode desvendar. Marcam um encontro, um jantar, onde ela espera que tudo lhe seja revelado. Dá-se o jantar onde ela, viúva, aguarda a esperada revelação: o que ele dela dissera ao marido quando este estava mudo e paralítico por causa de um tiro que um amante dela lhe dera.

## Prémios e nomeações[4]
Prémio Lux
| Ano  | Prémio     | Categoria    | Resultado |
| ---- | ---------- | ------------ | --------- |
| 2007 | Prémio Lux | Melhor Filme | Nomeado   |

Prémios do Cinema Europeu
| Ano  | Prémio                    | Categoria   | Resultado |
| ---- | ------------------------- | ----------- | --------- |
| 2007 | Prémios do Cinema Europeu | Melhor Ator | Nomeado   |

Globos de Ouro
| Ano  | Prémio        | Categoria    | Resultado |
| ---- | ------------- | ------------ | --------- |
| 2008 | Globo de Ouro | Melhor Filme | Nomeado   |

Associação de Críticos de Cinema da Argentina
| Ano  | Prémio                                        | Categoria                                        | Resultado |
| ---- | --------------------------------------------- | ------------------------------------------------ | --------- |
| 2010 | Associação de Críticos de Cinema da Argentina | Melhor filme estrangeiro em idioma não hispânico | Nomeado   |